# Concert per a piano (Grieg)
El Concert per a piano en la menor, op. 16, d'Edvard Grieg és l'únic concert que Grieg va acabar. És una de les seves obres més cèlebres i un dels majors concerts del repertori per a piano.

## Història i influències
El concert forma part de les obres de joventut de Grieg, va ser compost el 1868 (quan tenia 25 anys) a Søllerød a Dinamarca, durant un d'aquests sojorns en què a Grieg li agrada aprofitar el clima més càlid d'aquest país més meridional que la seva Noruega natal. És escrit per a piano solo, dues flautes, dos oboès, dos clarinets, dos fagots, quatre trompes, dues trompetes, tres trombons, timbales, violins, violes, violoncels i contrabaixos.
El componen tres moviments:
| Concert en la menor, 1r moviment |
|                                  |
|                                  |
|                                  |
| Concert en la menor, 2n moviment |
|                                  |
|                                  |
|                                  |
| Concert en la menor, 3r moviment |
|                                  |
|                                  |
|                                  |

1. Allegro molto moderato
2. Adagio
3. Allegro moderato molto e marcato

El concert de Grieg és sovint comparat al de Robert Schumann: és la mateixa tonalitat (la menor) i les dues introduccions comencen pel brio d'un descens en acords del piano. De manera més general, l'estil de Grieg es considera més proper al de Schumann que de qualsevol altre compositor. Se sap que va sentir sobretot el seu Concert per a piano interpretat per la dona de Schumann, Clara, a Leipzig el 1858. A més a més, és amb un amic del compositor alemany, Ernst Ferdinand Wenzel, que Grieg va aprendre piano.
L'obra de Grieg ensenya igualment tot l'interès del compositor per a la música popular noruega: l'obertura virtuosa del piano és basada en el motiu de la segona descendent, seguida per una tercera descendent, estructura típica de la música popular del país de Grieg. Aquest motiu particular intervé en altres obres de Grieg, per exemple en el seu Quartet de cordes. En l'últim moviment del concert, s'hi poden observar similituds amb el springar (un ball noruec) i imitacions del Violí de Hardanger (el violí popular noruec).
Grieg era un bon pianista, però l'obra fou estrenada per Edmund Neupert el 3 d'abril de 1869 a Copenhaguen. Grieg no hi va poder assistir per culpa d'uns compromisos amb una orquestra a Christiania (l'actual Oslo). Entre els que van assistir a l'estrena es trobaven el compositor danès Niels Gade i el pianista rus Anton Rubinstein. L'estrena de l'obra a Noruega té lloc a Christiania el 7 d'agost de 1869, i la peça és sentida més tard el 1872 a Alemanya i el 1874 a Anglaterra.
El concert es publica per primera vegada a Leipzig el 1872. Poc temps abans de la seva mort, Grieg va revisar l'obra, suprimint el suggeriment de Franz Liszt de donar el segon tema del primer moviment a les trompetes més aviat que als violoncels.
Entre 1882 i 1883, Grieg va treballar sobre un segon concert, en si menor, però mai no el va acabar. El 1997, el compositor belga Laurent Beeckmans, basant-se en els esbossos existents, estrenà el seu Concert per a piano en si menor segons els fragments d'un concert inacabat d'Edvard Grieg, obra creada a Londres el 3 de maig de 2003.

## Anècdotes
El primer moviment fou utilitzat a la pel·lícula Lolita d'Adrian Lyne el 1997, i el 2004, va ser present en un spot comercial de la marca Nike.